# 竹井勇二
竹井 勇二（たけい ゆうじ、1994年10月14日 - ）は、ラグビーユニオンの選手。2023-24シーズンまで、ジャパンラグビーリーグワントヨタヴェルブリッツに所属した。

## プロフィール
- 奈良県大和郡山市出身[1]。
- ポジションはフッカー(HO)。
- 身長 183 cm、体重 105 kg
- TIDシニアキャンプスコッドに選ばれたことがある[2]。

## 略歴
2013年、御所実業高校卒業後、帝京大学に入る。なお御所実業高校時代、主将を務めて、高校日本代表に選ばれたことがある。
2017年、帝京大学卒業後、トヨタ自動車ヴェルブリッツ(現・トヨタヴェルブリッツ)に加入。
2023年1月15日に行われたJAPAN RUGBY LEAGUE ONE第4節埼玉パナソニックワイルドナイツ戦にて途中出場でリーグワン公式戦初出場を果たした。
2024年5月、トヨタヴェルブリッツを退団。